# Ain't Nothin' Stoppin' Us Now
Ain't Nothin' Stoppin' Us Now è un album in studio del gruppo musicale statunitense Tower of Power, pubblicato nel 1976.

## Tracce
1. Ain't Nothin' Stoppin' Us Now (Emilio Castillo, Stephen "Doc" Kupka, David Bartlett) – 3:58
2. By Your Side (Edward McGee, Clifford Coulter) – 4:30
3. Make Someone Happy (Ron E. Beck, Keith Rogers) – 2:47
4. Doin' Alright (Bruce Conte, Coleman Head) – 4:48
5. Because I think the World Of You (Stephen "Doc" Kupka, Frank Biner) – 3:00
6. You Ought To Be Havin' Fun (Hubert Tubbs, Emilio Castillo, Stephen "Doc" Kupka) – 3:06
7. Can't Stand To See The Slaughter (Stephen "Doc" Kupka, Emilio Castillo) – 2:47
8. It's So Nice (T. Castillo, Emilio Castillo, David Bartlett, Stephen "Doc" Kupka, Frank Biner) – 5:39
9. Deal With It (Chester Thompson) – 3:20
10. While We Went To The Moon (Stephen "Doc" Kupka, David Bartlett, Emilio Castillo) – 4:24